# Rémi van der Elzen
Rémi van der Elzen (Weert, 9 juli 1960) is een Nederlandse presentator en verslaggever.
Van der Elzen werd in de jaren 90 bekend met haar radio- en tv-programma's bij de KRO en bij RTL 5. Tijdens een sabbatical, na haar vertrek bij RTL 5, besloot ze een universitaire studie filosofie te gaan volgen. In 2009 trad ze op als spreker en inspirator en had ze samen met cabaretier Job Schuring de interactieve theatervoorstelling "Help! Wat als alles verandert" voor organisaties en bedrijven over de weerstand rondom veranderen. Ze schreef ook de column 'Rémi Spoort' in het tijdschrift Esta. Van der Elzen heeft een eigen organisatieadviesbureau en treedt op als dagvoorzitter/spreker.

## Programma's
- Hoor Haar (VARA), radio, 1985
- Het Dossier (KRO), radio, 1988
- Ratel (KRO), radio, 1988
- Damokles (KRO), radio, 1989 - 1992
- Andere Koffie (KRO), radio, samen met Stefan Stasse
- Het Paleis (KRO), radio, samen met Bert Klunder
- Nou Dit Weer (KRO), tv, samen met Marcel Verreck
- Homonos (NOS), radio, 1993
- Teevee Studio (KRO), tv
- Door Het Oog Van De Naald (KRO), tv, 1994 - 1995
- Ander Afrika (KRO), tv, 1995
- Rémi Ziet Sterren (KRO), tv, 1997
- Je Leven Op Video (RTL 5), tv, 1999
- Alleen Op De Wereld (RTL 5), tv
- Dolce Vita (KRO), radio, 2002 - 2007
- Diverse interviews (Het Gesprek), tv, 2008